# Tavole eugubine

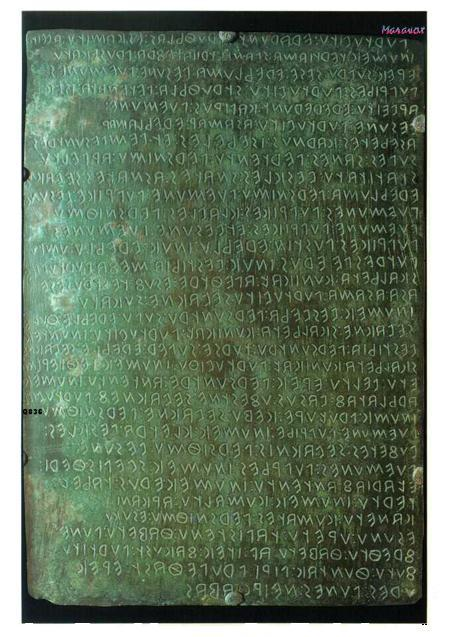
Tavola eugubina

Le Tavole eugubine (Tabulæ Iguvinæ) sono sette tavole bronzee rinvenute nel XV secolo nel territorio dell'antica Ikuvium (Gubbio), sulle quali è iscritto un testo in umbro, relativo a complessi cerimoniali di lustrazione ed espiazione della città. Furono vendute al comune di Gubbio nel 1456 e attualmente sono conservate nella cappella del Palazzo dei Consoli a Gubbio.

## Testo

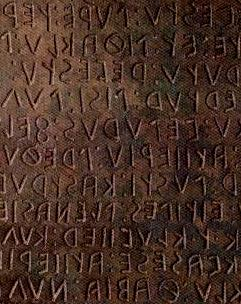
Particolare di una tavola eugubina

Cinque delle sette tavole sono scritte su entrambe le facce, mentre due (la terza e la quarta) sono scritte su un'unica faccia, per un totale di dodici facce. Il testo è redatto in lingua umbra e in alfabeto latino e umbro (un alfabeto simile agli altri alfabeti italici).
Le prime tavole (dalla I alla IV) sono state scritte, probabilmente, intorno al III o al II secolo a.C., in caratteri umbri e lingua umbra. Anche le tavole VI e VII sono scritte in lingua umbra, ma con alfabeto latino e sembra che possano risalire al I secolo a.C. La tavola V è scritta in caratteri etruschi nella faccia a e nelle prime sette righe della faccia b. Le rimanenti righe (8-18) sono invece in caratteri latini. Le tavole scritte in alfabeto etrusco sono dette "paleoumbre", quelle scritte con alfabeto latino sono dette "neoumbre".
Con tutta probabilità le tavole riportano, in forma monumentale, testi molto più antichi, risalenti a una fase imprecisata del I millennio a.C.. 
Tra di esse. le differenze di lingua sono dovute in gran parte a diversità di grafia, giacché l'alfabeto umbro non aveva segni per o, g, d e spesso scriveva p per b e il paleoumbro ř nel neoumbro è reso con rs. Tutti i testi sono comunque scritti in lingua umbra.
Le tavole contengono prescrizioni per il collegio sacerdotale dei Fratres Atiedii, un gruppo sacerdotale composto da 12 sacerdoti devoti al dio Ju-pater (lo Juppiter latino, ovvero Giove).
Le tavole sono l'unica fonte per lo studio del popolo umbro e della sua lingua, oltre che per le sue pratiche religiose. Sembrano essere scritte in un metro poetico simile al saturnio, metro che si incontra nella prima poesia latina. Se si escludono brevissime iscrizioni epigrafiche sono anche gli unici testi in lingua umbra.
Il linguista Giacomo Devoto considera le tavole eugubine, di cui a lungo si è occupato, come il "più importante testo rituale di tutta l'antichità classica".

### Esempio
A titolo di esempio la traslitterazione delle prime righe dell'intero testo:
(traslitterazione delle prime righe della prima tavola)

## Ritrovamento
Il luogo di ritrovamento delle tavole è sconosciuto, sebbene debba trovarsi nel territorio dell'antica Gubbio. La maggior parte degli studiosi ritiene che possano provenire dal teatro romano di Gubbio.
Nel primo studio documentato sulle tavole, con la parziale edizione a stampa dei testi nel 1580, l'erudito locale Gabriele Gabrielli data il rinvenimento al 1444, si ignora su che basi. Sicuramente documentata è solo la vendita delle tavole al Comune di Gubbio, nel 1456, da parte di un certo "Paulus Greghorii de Siga habitator Eugubii", poi definito anche "de partibus Sclavoniae".
Secondo un anonimo del XVII secolo il rinvenimento sarebbe invece avvenuto in una sala sotterranea nei pressi della chiesa di San Francesco a Gubbio.
La provenienza dal teatro romano fu ipotizzata da Antonio Concioli, Sr (1678).
Secondo altri, invece, le tavole sarebbero state rinvenute nelle vicinanze del tempio di Giove Appennino (tra Scheggia e Cantiano).